# Tadeusz Kwiatkowski (prozaik)

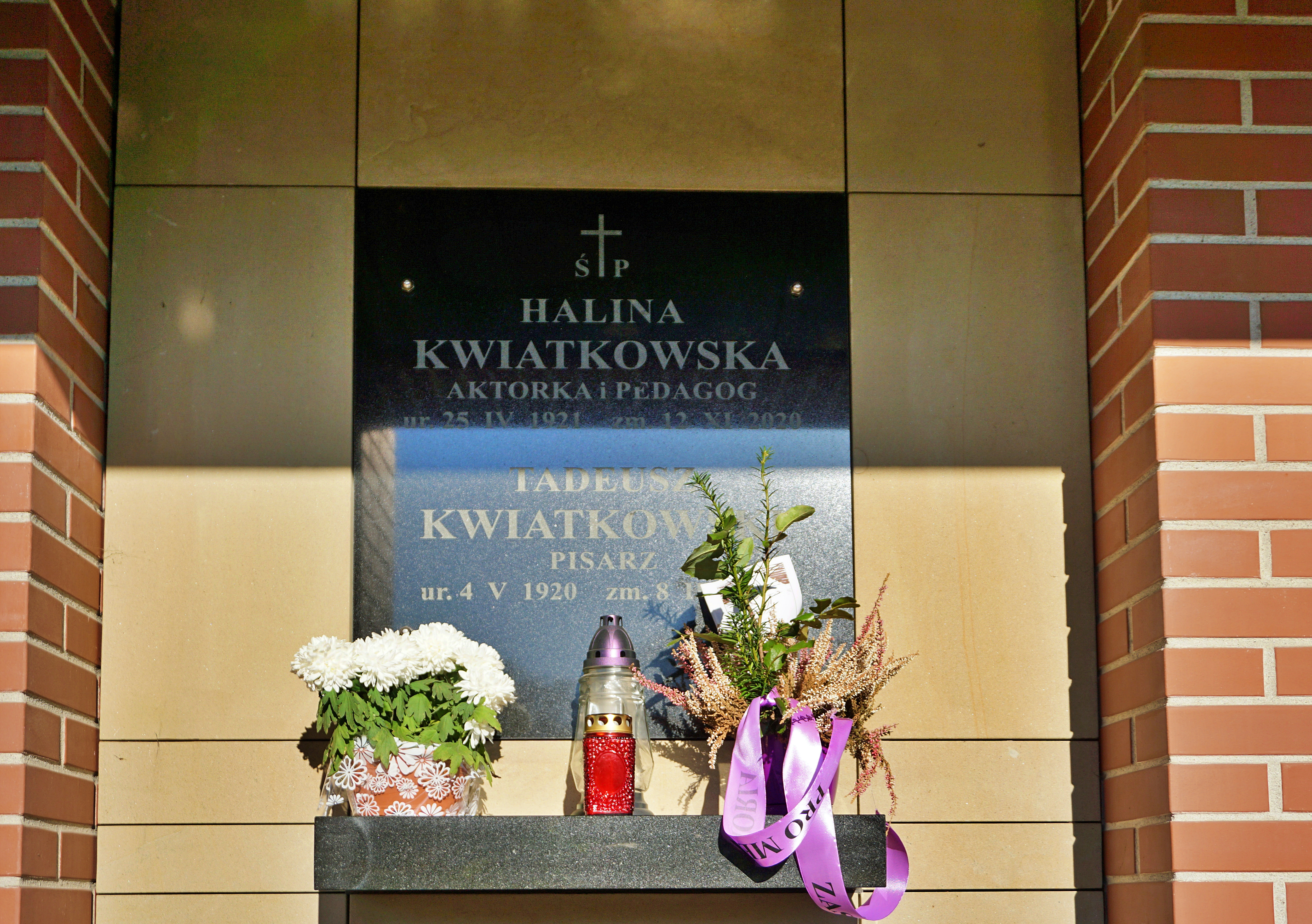
Grób Tadeusza Kwiatkowskiego na cmentarzu wojskowym przy ul. Prandoty w Krakowie

Tadeusz Kwiatkowski, ps. Noël Randon (ur. 4 maja 1920 w Krakowie, zm. 8 marca 2007 tamże) – polski prozaik, satyryk, scenarzysta, autor tekstów estradowych.

## Życiorys
Absolwent Polonistyki i Historii Sztuki Uniwersytetu Jagiellońskiego. W czasie II wojny światowej (w 1942–1943) współredagował tajny „Miesięcznik Literacki”. W latach 1944–1945 był więziony przez krakowskie gestapo.
Już w 1937 zadebiutował w międzyszkolnym czasopiśmie „Szkolne czasy”. Twórca powieści o tematyce współczesnej, satyrycznych (m.in. Siedem zacnych grzechów głównych z 1954), kryminałów pod pseudonimem Noël Randon (Dwie rurki z kremem, Donoszę ci, Luizo, Cały ogień na laleczkę, Zbrodnia na konkurs), opowiadań dla młodzieży. Był scenarzystą filmowym, m.in. filmów Rękopis znaleziony w Saragossie, Sanatorium pod Klepsydrą i serialu telewizyjnego (a także komiksu) Janosik. Autor sztuk teatralnych. Jako felietonista i krytyk teatralny współpracował z krakowskim „Dziennikiem Polskim”, „Tygodnikiem Powszechnym”, „Przekrojem”, „Życiem Literackim”. W latach 1984–1991 był redaktorem kwartalnika „Kraków”. Uważany za chodzącą kronikę starego Krakowa i kopalnię anegdot, przez ponad 40 lat stały bywalec słynnego „stolika o jedenastej” w krakowskim klubie dziennikarzy „Pod Gruszką”. W 1953 podpisał rezolucję ZLP w sprawie procesu krakowskiego.
Członek Stowarzyszenia Pisarzy Polskich i PEN Clubu. Zaangażowany w życie teatralne: działał w teatrach Tadeusza Kantora i Mieczysława Kotlarczyka (Teatr Rapsodyczny), kierownik literacki teatrów: Groteska (1949–1956),  im. Juliusza Słowackiego (1958–1965) i Bagatela (1978–1981), dyrektor i kierownik literacki Teatru Satyryków (1953–1955), współtwórca kabaretu literackiego Jama Michalika (1960). W latach 1971–1978 był dyrektorem krakowskiej Estrady.
W marcu 1996 za książkę Panopticum uhonorowany Nagrodą Krakowska Książka Miesiąca.
Przyjaciel Karola Wojtyły. Był mężem aktorki i pedagog Haliny Kwiatkowskiej.
Zmarł w Krakowie. Został pochowany na cmentarzu Rakowickim (kwatera XIB-16-29).

## Książki
- Lunapark, 1946
- Kłopoty z talentem, 1953
- Gwiazda brazylijskiego nieba, 1953
- Siedem zacnych grzechów głównych, 1954
- Pomnik na miarę, 1955
- Ucieczka z dżungli, 1955
- Bohater do wynajęcia, 1956
- Załoga "Dziewięciu serc", 1957
- Dwie rurki z kremem [jako Noël Randon], 1958
- Donoszę Ci, Luizo [jako Noël Randon], 1959
- Prezent, który kosztował śmierć, [jako Noël Randon], 1960
- Cały ogień na Laleczkę [jako Noël Randon], 1961
- Kowboje z zielonych wzgórz, 1961
- Pan Termometr zachorował, 1962
- Ten cudowny Paryż, 1962
- Zbrodnia na konkurs [jako Noël Randon], 1962
- Baba z piekła rodem, 1965
- Dwie wieże, 1965
- Klatka, 1965
- Majtek, 1968
- Igła w stogu siana, 1972
- Przerwany mecz, 1972
- Turysta, 1979
- Trudne narodziny mężczyzny, 1979
- Niedyskretny urok pamięci, 1982
- Płaci się każdego dnia, 1986
- Od kuchni : anegdoty literackie, 1987
- Szeptanka, 1990
- Panopticum, 1995
- Ważne, nieważne. Dziennik 1953-1973 [wydany pośmiertnie, red. Krzysztof Lisowski], 2019
- Ważne, nieważne. Dziennik tom II 1974-1998, wstęp i opracowanie Monika Wysogląd-Majewska, 2023

## Filmografia
- Dwie rurki z kremem (spektakl telewizyjny, 1958, autor sztuki)
- Weekend w Pensjonacie Cyprys (spektakl telewizyjny, 1960, autor sztuki)
- Zacne grzechy (film fabularny, 1963, scenariusz)
- Rękopis znaleziony w Saragossie (film fabularny, 1964, scenariusz)
- Kolekcja Piotra Meunier (spektakl telewizyjny, 1964, autor sztuki)
- Coś z Freuda (spektakl telewizyjny, 1967, autor sztuki)
- Dwie wdowy (spektakl telewizyjny, 1967, autor sztuki)
- Na krakowskim rynku (spektakl telewizyjny, 1968, autor sztuki)
- Wiktoryna, czyli czy pan pochodzi z Beauvais? (film fabularny, 1971, scenariusz)
- Kto, z kim, kogo? (spektakl telewizyjny, 1973, autor sztuki)
- Janosik (serial fabularny, 1973, scenariusz)
- Janosik (film fabularny, 1974, scenariusz)
- Oszołomienie (film fabularny, 1988, scenariusz)[2][3]

## Ordery i odznaczenia
- Krzyż Komandorski Orderu Odrodzenia Polski (22 maja 2000)[4]
- Złota Odznaka „Za Pracę Społeczną dla miasta Krakowa” (1965)[5]